# 30. listopada
30. listopada (30. 10.) 303. je dan godine po gregorijanskom kalendaru (304. u prijestupnoj godini).
Do kraja godine imaju još 62 dana.

## Događaji
- 1918. – Kapitulacija Osmanskog Carstva u Prvom svjetskom ratu
- 1961. – Detonirano najsnažnije nuklearno oružje Car-bomba sovjetska termonuklearna bomba

| - 1735. – John Adams, američki državnik i političar († 1826.) - 1762. – André Chénier, francuski pjesnik († 1794.) - 1871. – Paul Valéry, francuski književnik († 1945.) - 1895. – Gerhard Domagk, njemački liječnik i nobelovac († 1964.) - 1903. – Krunoslav Draganović, hrvatski povjesničar, svećenik i politički emigrant - 1906. – Giuseppe Farina, talijanski sportski automobilist († 1966.) - 1944. – Džemaludin Mušović, nogometaš Hajduka - 1960. – Diego Maradona, argentinski nogometaš - 1960. – Lepa Brena, jugoslavenska folk pjevačica - 1966. – Zoran Milanović, hrvatski političar - 1969. – Nikolina Ivošević, hrvatska pjevačica i glumica - 1974. – Dijana Bolanča, hrvatska glumica - 1982. – Edin Terzić, njemačko-hrvatski nogometni trener - 1986. – Thomas Morgenstern, austrijski skijaš skakač | - 1757. – Osman III., turski sultan (* 1699.) - 1881. – George Washington De Long, američki istraživač (* 1844.) - 1902. – Jovan Paču, srpski skladatelj i pijanist (* 1847.) - 1910. – Henri Dunant, švicarski filantrop (* 1828.) - 1959. – Pío Baroja, španjolski književnik (* 1872.) - 1975. – Gustav Ludwig Hertz, njemački fizičar (* 1887.) - 1977. – Gustav Krklec, hrvatski književnik (* 1899.) - 1999. – Matko Peić, hrvatski povjesničar umjetnosti (* 1923.) - 2002. – Rudolf Brucci, hrvatski skladatelj (* 1917.) - 2004. – Mladen Đurđević, enigmatičar (* 1944.) - 2006. – Stanko Horvat, hrvatski skladatelj i glazbeni pedagog (* 1930.) - 2008. – Ico Voljevica, hrvatski slikar i karikaturist(* 1922.) - 2008. – Ivo Perišin, hrvatski ekonomist, pedagog i političar (* 1925.) |